# Rex Hobcroft
Rex Kelvin Hobcroft (Renmark, Australia, 12 de mayo de 1925-Perth, Australia, 23 de septiembre de 2013) fue un pianista australiano, director de orquesta, compositor, profesor, miembro del jurado de la competencia y administrador de música. Él fue el primer pianista australiano en tocar el ciclo completo de las sonatas para piano de Beethoven en público; dirigió el Conservatoria de Música del Estado tanto el de Tasmania y Nueva Gales del Sur; y él cofundó el Concurso de Piano Internacional de Sídney.

## Vida personal
Rex Hobcroft estaba casado y divorciado tres veces, de Victoria, Loretta (Lory) Lightfoot y Perpetua Durack-Clancy. Fue padre de cuatro hijos y abuelo de seis. 
Escribió una autobiografía inédita, titulada Australia's Con man. El manuscrito forma parte de la Biblioteca Nacional de tenencias de papeles Rex Hobcroft de Australia.
Murió en Perth el 23 de septiembre de 2013, a los 88 años de edad.